# Clatskanie
Clatskanie é uma cidade localizada no estado norte-americano de Oregon, no Condado de Columbia.

## Demografia
Segundo o censo norte-americano de 2000, a sua população era de 1528 habitantes.
Em 2006, foi estimada uma população de 1645, um aumento de 117 (7.7%).

## Geografia
De acordo com o United States Census Bureau tem uma área de
3,1 km², dos quais 3,1 km² cobertos por terra e 0,0 km² cobertos por água. Clatskanie localiza-se a aproximadamente 299 m acima do nível do mar.

## Localidades na vizinhança
O diagrama seguinte representa as localidades num raio de 24 km ao redor de Clatskanie.